# Tar-Míriel
Tar-Míriel es un personaje ficticio del legendarium del escritor británico J. R. R. Tolkien. Es una dúnadan nacida en el 3117 de la Segunda Edad del Sol, hija única del rey Tar-Palantir de Númenor, a quien debía suceder en el trono por derecho propio y por las leyes del país. Fue desposada contra su voluntad por su primo Ar-Pharazôn y al asumir el poder como reina pasó a llamarse Ar-Zimraphel.
No se sabe mucho de ella, excepto que murió ahogada en el hundimiento de Númenor al ser alcanzada por una ola que la arrastró hacia el turbulento mar.

## Otras versiones dellegendarium
En Los pueblos de la Tierra Media, Christopher Tolkien introdujo unos textos antiguos de su padre, que hablan sobre una historia de amor entre Tar-Míriel y Elentir, hijo de Númendil. 
En todas las historias, Elentir estaba enamorado de Míriel, pero en este punto la historia se divide en dos versiones: en una, Míriel rechazó a Elendil, pues amaba a su primo Phârazon y tras su vuelta de las guerras númenoreanas en la Tierra Media, ambos acabaron casándose de mutuo acuerdo. En la otra, Míriel y Elendil estaban casi prometidos, pero ella fue obligada a casarse con Phârazon y éste usurpó el trono, como en la versión publicada en El Silmarillion. 
Al final Tolkien acabó rechazando la aparición de Elentir para la versión final.